# Macellum (Aquincum)

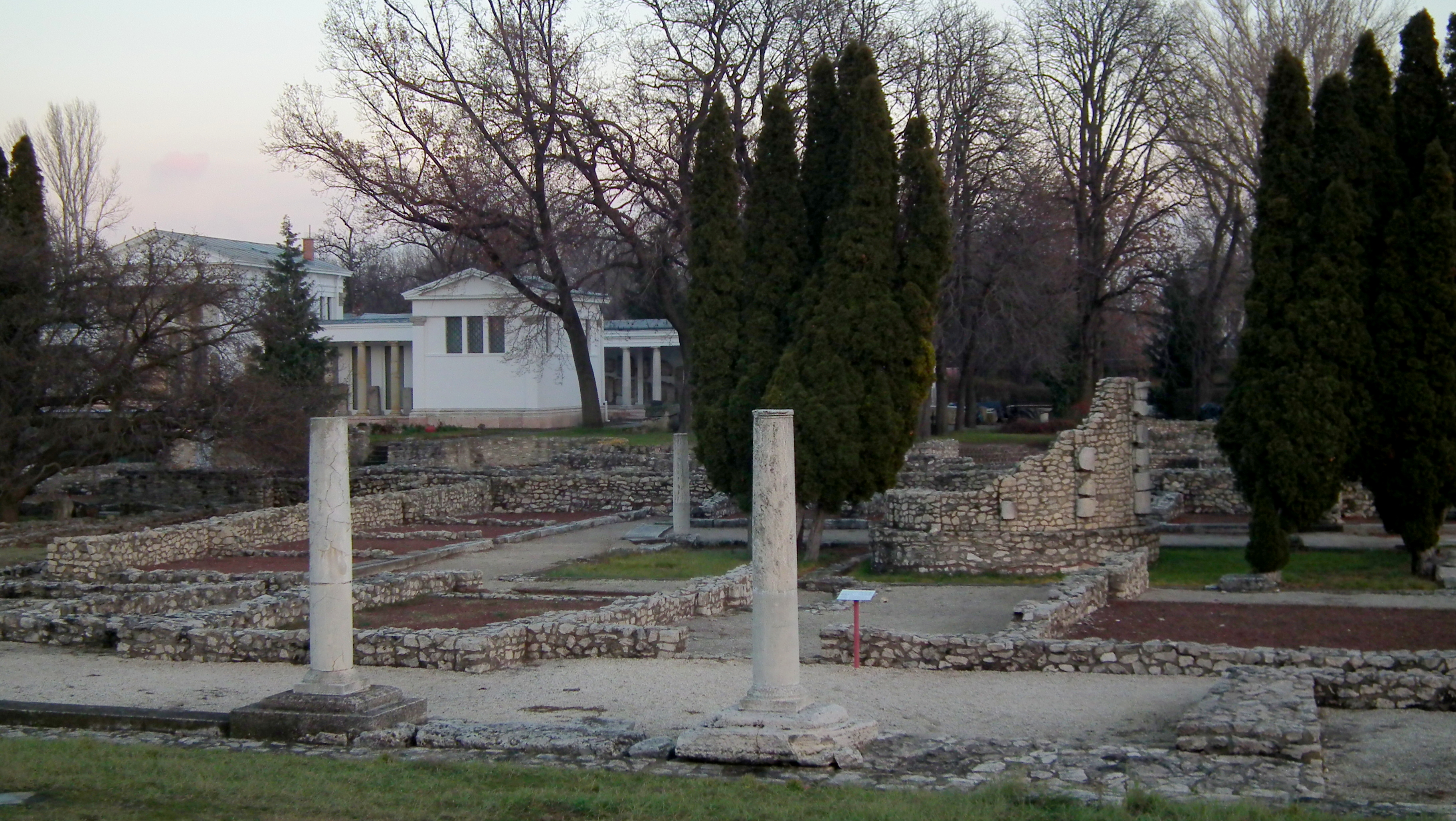
Blick über die Hauptstraße von Aquincum (zu der die Säulen im Vordergrund gehören) auf das Macellum mit dem zentralen Rundbau, dem umgebenden Innenhof und den außen anschließenden Geschäftsräumen

Das Macellum von Aquincum war eine antike Markthalle (lateinisch macellum) in der römischen Stadt Aquincum, dem heutigen Budapest. Sie befand sich im nördlichen der beiden Stadtkerne der antiken Doppelstadt Aquincum, der sogenannten Zivilstadt. Die konservierten Grundmauern sind Teil des archäologischen Parks beim Aquincum Museum. Es handelt sich um einen der architektonisch außergewöhnlichsten Bauten des antiken Aquincum und einen Vertreter eines sehr seltenen Bautyps römischer macella. Errichtet wurde das Gebäude erst im mittleren 3. Jahrhundert, in einer recht späten Phase der Stadtentwicklung Aquincums und wenige Jahrzehnte vor der Entsiedlung der Zivilstadt.

## Architektur

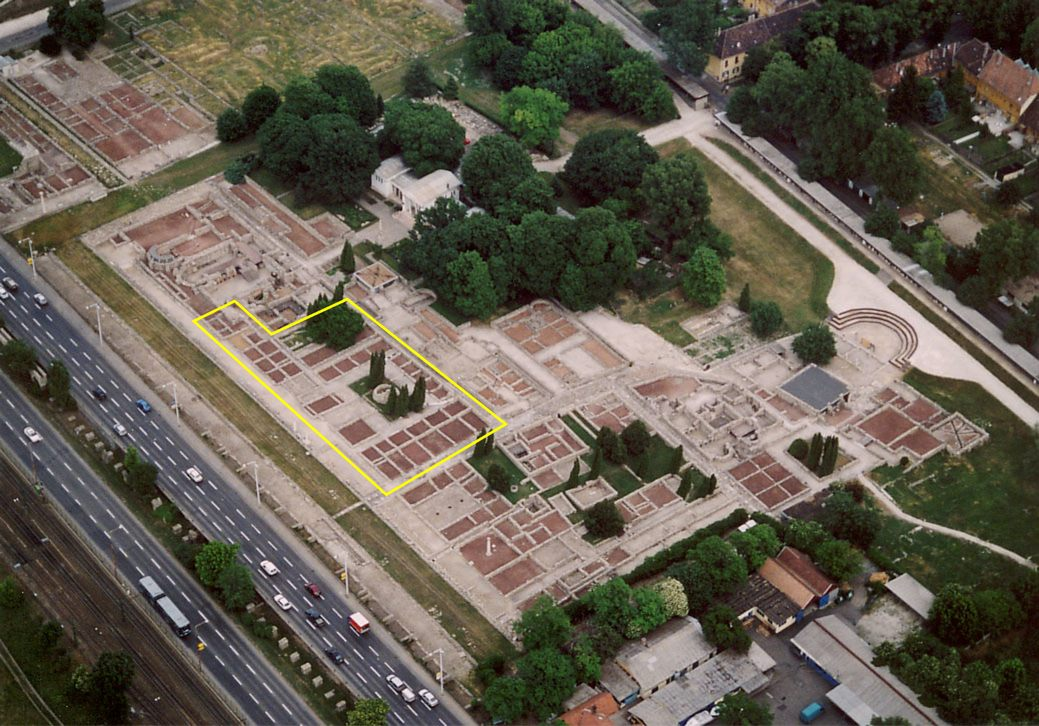
Die konservierten Grundmauern des Stadtzentrums der Zivilstadt von Aquincum im Luftbild, gelb markiert das Macellum, dessen zentraler Rundbau nach Norden und Süden von einigen Bäumen eingerahmt ist

Das Macellum von Aquincum weist eine sehr charakteristische Bauform auf: Der rechteckige Innenhof wird auf allen vier Seiten von Ladengeschäften umschlossen, die sich nach innen zum Hof hin öffneten. Nach außen stellte sich das Macellum damit als geschlossener, rechteckiger Baukomplex dar. Ein Zugang war nur durch eine einzige Einfahrt möglich, die die Ladengeschäfte auf der Ostseite unterbrach. Dort befand sich die nordsüdliche Hauptstraße der Zivilstadt von Aquincum. Im Zentrum des Innenhofes stand ein kreisrundes Gebäude (Tholos).
Die recht massive Bauweise der Außenmauern lässt vermuten, dass die vier Seitenflügel des Gebäudes ursprünglich zweistöckig waren. Erhalten haben sich jedoch nur die Spuren der Ladengeschäfte im Erdgeschoss. Zwischen dem Innenhof und jedem einzelnen Ladengeschäft befindet sich eine Rille im Steinboden, die anzeigt, dass alle Läden ursprünglich verschließbar waren, vermutlich mit hölzernen Bretterverschlägen oder Ähnlichem.

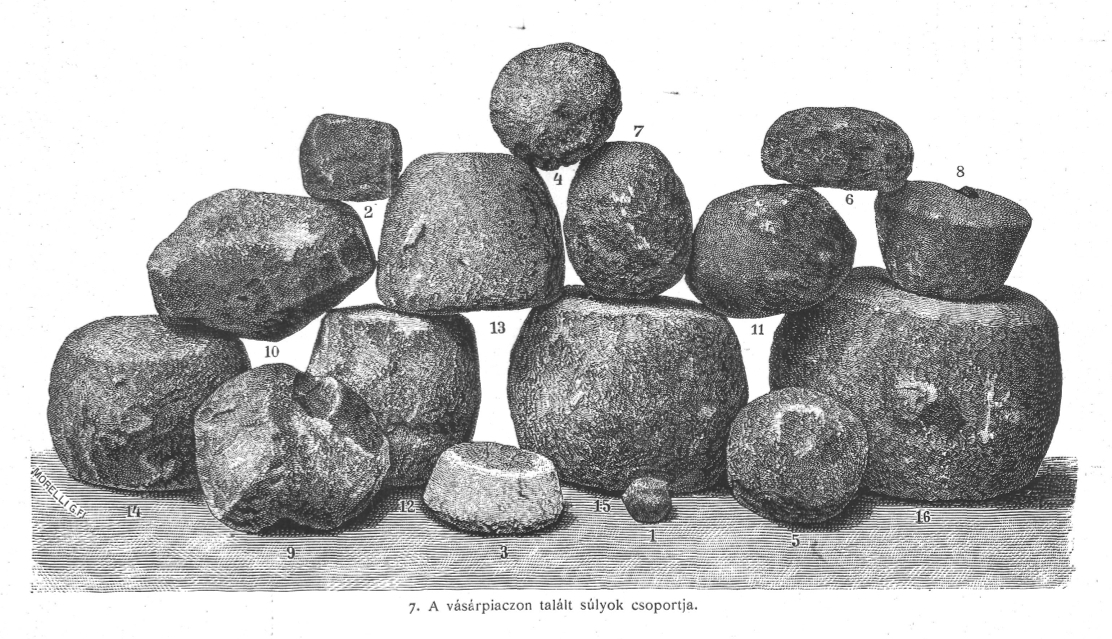
Steingewichte, die bei der ersten Ausgrabung des Macellums in den 1880er Jahren gefunden wurden

Die runde Steinstruktur im Zentrum des Hofes wurde in der früheren Forschung teilweise als Wasserbecken zum Waschen von Fischen gedeutet. Mittlerweile hat sich jedoch die Interpretation als Tholos durchgesetzt, also als nach oben hin abgeschlossenes Gebäude. In diesem Rundbau könnte sich beispielsweise das Büro für die Standardmaße und -gewichte (ponderarium) befunden haben.

## Geschichte
Vor Errichtung des Macellums diente das Areal handwerklichen Einrichtungen und/oder Handelsniederlassungen. Aus dieser Phase stammen vor allem die Reste eines Keramikgeschäftes, in dem möglicherweise auch Keramikgefäße produziert wurden – die entsprechenden Befunde und Funde sind jedoch nicht aussagekräftig genug für eine sichere Rekonstruktion dieses Ladens und seiner Aktivitäten. Zu dem vor Ort aufgefundenen Sortiment, das eventuell in dem Geschäft verkauft wurde, gehören tönerne Öllampen, Figuren aus Terrakotta, Imitationen der berühmten römischen Feinkeramik (Terra Sigillata), aber auch einfache Gebrauchskeramik. Die gelegentlich vorgebrachte Behauptung, dass sich vor dem Macellum auch eine Bronzewerkstatt an dieser Stelle befunden haben soll, beruht dagegen nachweislich auf einem Missverständnis in der Forschung. Erst im mittleren 3. Jahrhundert n. Chr. wurde diese gemischte Nutzung des Areals aufgegeben, die betreffenden Bauten brannten nieder (oder wurden niedergebrannt) und an ihrer Stelle entstand das Macellum. Den frühestmöglichen Zeitpunkt (Terminus post quem) für dieses Brandereignis und den Neubau liefert eine Münze des Kaisers Gordian III. (regierte 238–244), die in den Erdschichten aus der Zeit vor dem Umbau gefunden wurde.

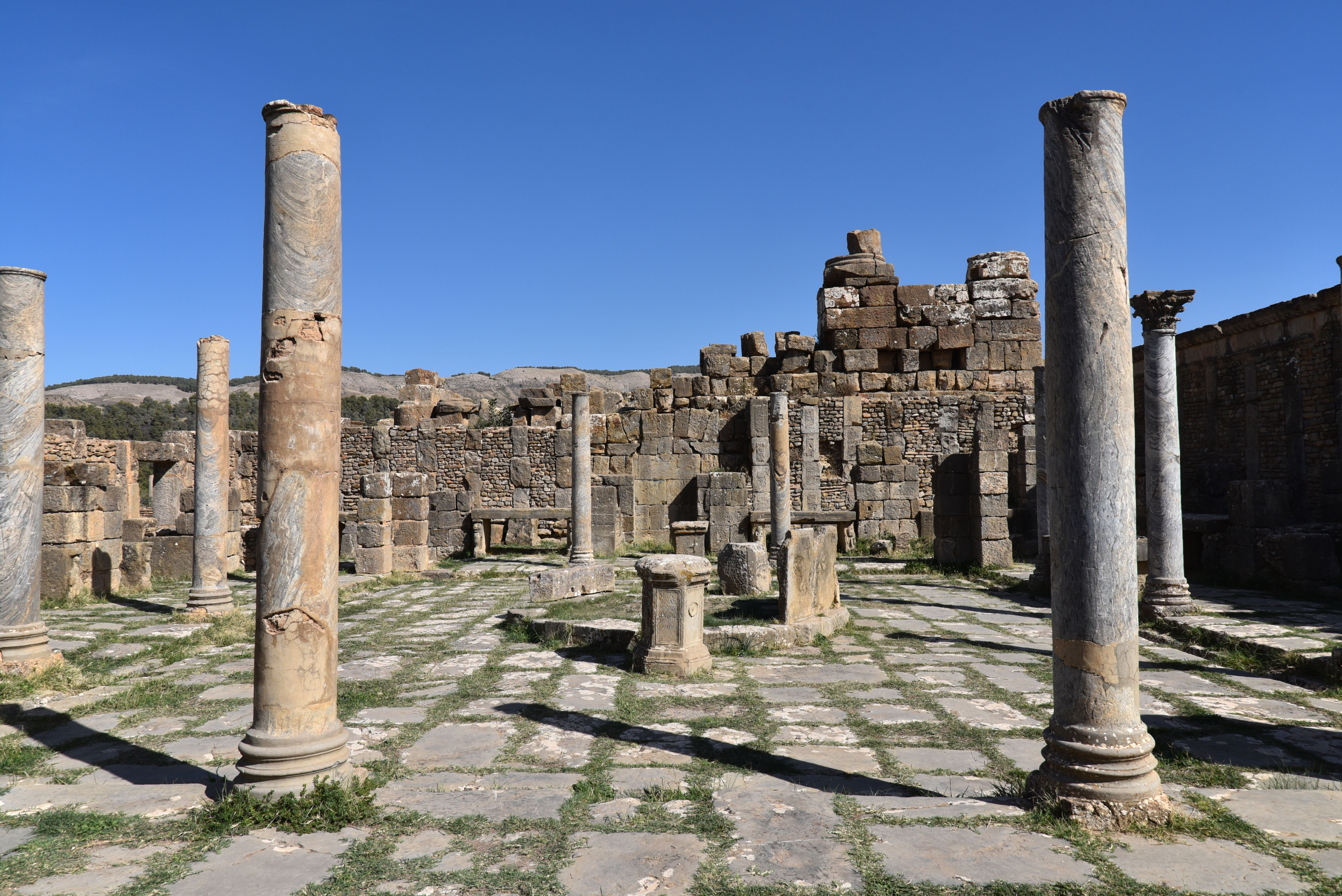
Macellum der nordafrikanischen Stadt Cuicul, das ebenfalls aus einem rechteckigen Innenhof mit zentralem Rundbau und umliegenden Ladengeschäften besteht

Der charakteristische Grundrisstyp ist von insgesamt 14 Marktbauten aus dem Römischen Reich bekannt, von denen 12 in Italien, Nordafrika und Kleinasien liegen. Die zwei verbleibenden sind die Macella von Carnuntum und eben Aquincum, also den Hauptstädten der beiden pannonischen Provinzen Roms. Von den 13 vergleichbaren Bauten kommt aber – unter anderem aufgrund architektonischer Details und aus chronologischen Gründen – nur eines als architektonisches Vorbild für das Macellum von Aquincum infrage, nämlich der Marktbau in der Stadt Cuicul, dem heutigen Djémila in Algerien. Auffällig daran ist, dass es im 3. Jahrhundert neben dieser baulichen Parallele auch eine persönliche Verbindung zwischen Pannonien und Cuicul gab: Als Stifter des Macellums von Cuicul ist durch eine vor Ort gefundene Inschrift ein gewisser Lucius Cosinius Primus bezeugt. Ein wenige Generationen später lebender naher Verwandter dieses Mannes, Publius Cosinius Felix, war um 250, also zur vermuteten Entstehungszeit des Macellums von Aquincum, der Statthalter der Provinz Niederpannonien und residierte als solcher im Statthalterpalast von Aquincum. Es ist also gut möglich, dass dieser niederpannonische Statthalter Mitte des 3. Jahrhunderts in seiner Residenzstadt eine Markthalle stiftete, deren bauliche Gestaltung er an das entsprechende Gebäude in seiner Heimatstadt anlehnte, das einer seiner Vorfahren finanziert hatte. Diese Theorie ist nicht zu beweisen, würde aber die auffällige architektonische Form des Bauwerks gut erklären.

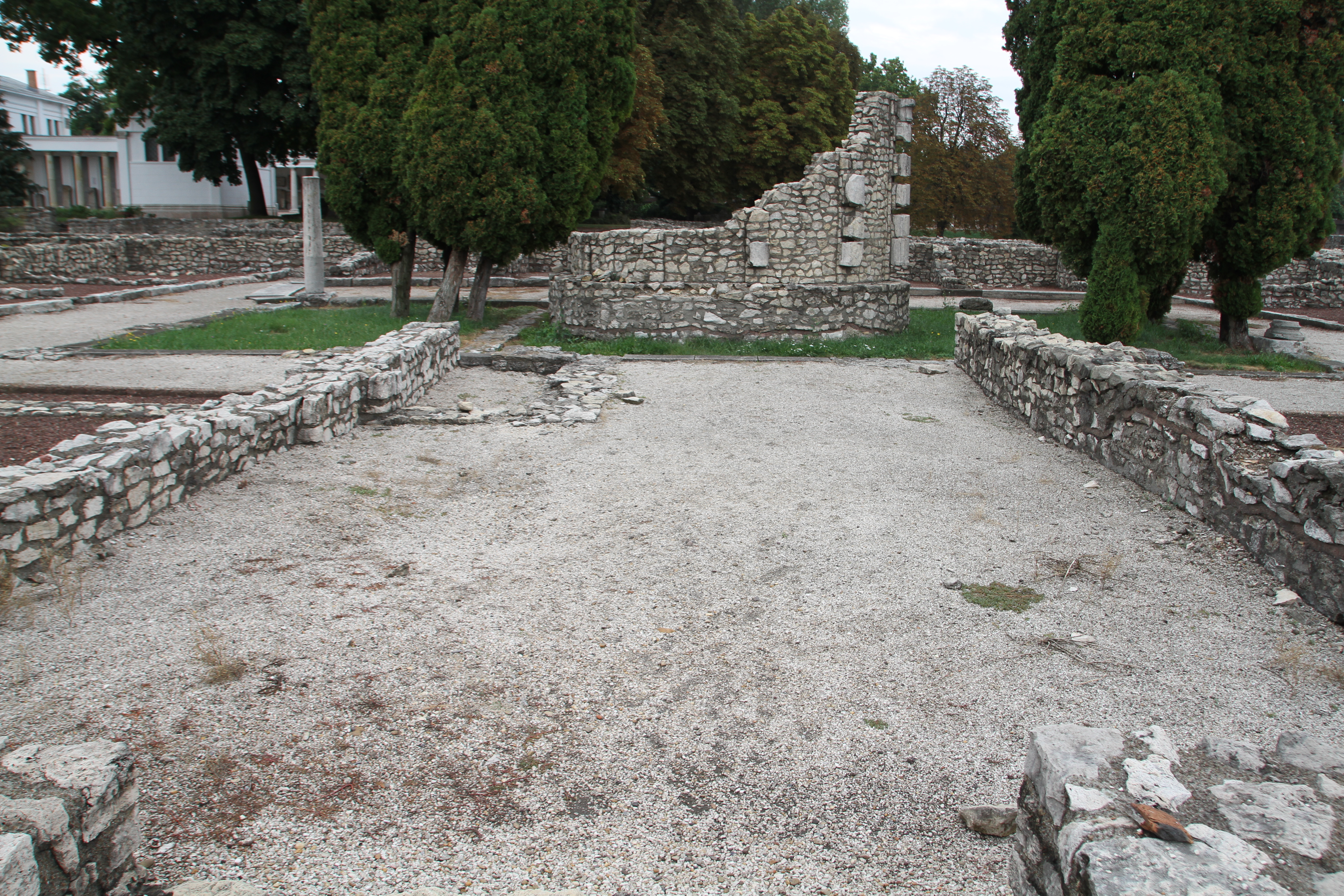
Einfahrt zum Macellum im konservierten Zustand, auf der linken (nördlichen) Seite die Grundmauern des später eingebauten kleinen Heiligtums

Bereits einige Jahre nach Errichtung des Macellums erfolgte ein erster Umbau der Anlage, bei dem in die Toreinfahrt auf der Ostseite ein kleines Heiligtum (sacellum) eingebaut wurde. Dort wurde bei den Ausgrabungen ein Relief der Handwerks- und Gewerbegöttin Minerva entdeckt, das gut im Zusammenhang mit einem kleinen Marktheiligtum stehen könnte. Schon wenige Jahrzehnte später machten sich die Folgen der verschlechterten militärischen und wirtschaftlichen Lage des Römischen Reiches, der sogenannten Reichskrise des 3. Jahrhunderts, in Aquincum bemerkbar. Die Zivilstadt wurde im späten 3. Jahrhundert fast vollständig aufgegeben, sodass auch das Macellum seine bisherige Funktion verloren haben dürfte. Im Gegensatz zu den meisten anderen Gebäuden der Umgebung blieb das Bauwerk jedoch weiterhin in Benutzung, wie einige spätantike Funde beweisen. Vermutlich machten seine stabile Bauweise und seine Lage an der Nord-Süd-Hauptstraße (die Teil einer überregional wichtigen Fernverkehrsstraße war) die Anlage zu einer günstigen Wegstation.

## Erforschung

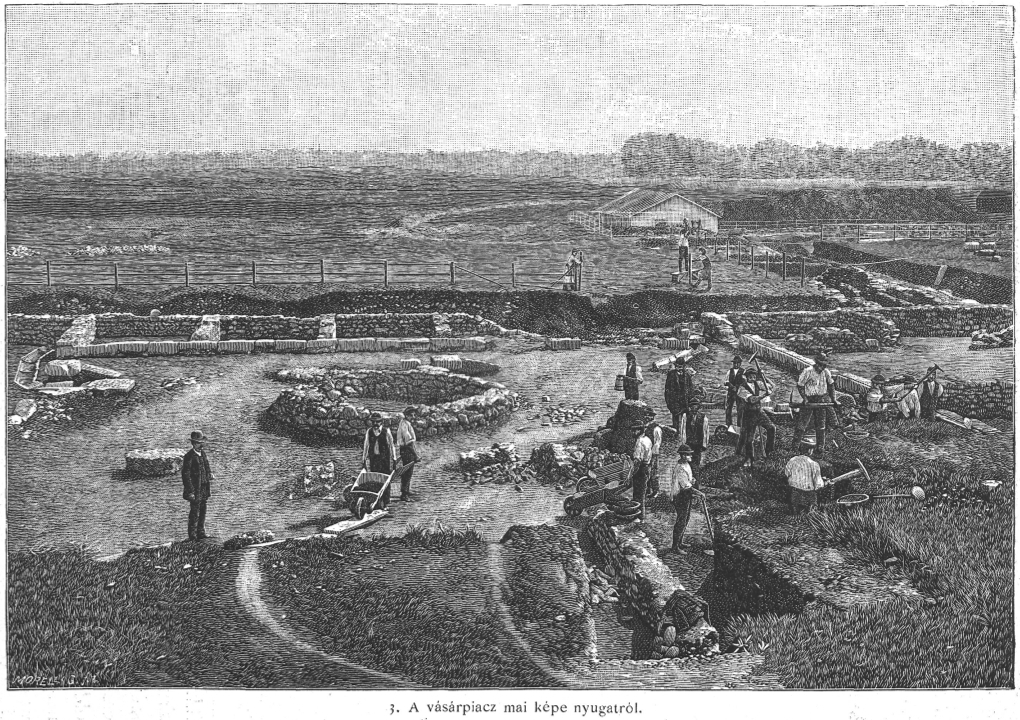
Zeitgenössische Darstellung der Ausgrabungen im Macellum unter Leitung von Bálint Kuzsinszky 1882–1884

Der Gründer des Aquincum Museum, Bálint Kuzsinszky, grub den Bau in den Jahren 1882–1884 zu großen Teilen aus. Allerdings stieß er im Bereich westlich des Innenhofes nicht bis zu den erhaltenen Mauerresten vor, sodass die dortigen Räumlichkeiten – inklusive der Zufahrt von der Hauptstraße – in seinen Grundrissen fehlen. Dies führte dazu, dass er eine falsche Rekonstruktion der Gesamtanlage annahm. Die bis heute gültige Identifikation des Baus als Markthalle (macellum) gelang ihm jedoch bereits.
In der Zwischenkriegszeit untersuchte Lajos Nagy 1929 die Bebauung südlich des Macellums und legte dabei auch dessen Südflügel nochmals frei. Drei Jahrzehnte später legte Melinda Kaba im Rahmen eines großangelegten Konservierungs- und Nachuntersuchungsprogramms für die Zivilstadt von Aquincum 1960–1962 ausgewählte kleine Mauerabschnitte der Markthalle frei. Im Jahr 1965 folgte im Rahmen des gleichen Programms die Untersuchung einiger weiterer, etwas größerer Ausschnitte des Macellums, vor allem im bisher unbekannten Westteil, durch Klára Póczy und Gyula Hajnóczi. Die Ergebnisse von Nagy, Kaba, Póczy und Hajnóczi blieben jedoch durch das gesamte 20. Jahrhundert hindurch unpubliziert. Erst Orsolya Láng arbeitete schließlich die Ergebnisse der bisherigen Grabungen auf, zunächst in ihrer 2001 fertiggestellten Masterarbeit, dann in zwei darauf basierenden Aufsätzen (erschienen 2003 und 2007) und schließlich gemeinsam mit Alexandra Nagy und Péter Vámos im Rahmen einer 2014 erschienenen Monografie.